# Kværke
Kværke er en hestesygdom. den er ikke farlig for mennesker, men mennesker kan bære smitten fra hest til hest. Opdages kværke på en rideskole, lukkes stalden mens den pågældende hest behandles, for at forhindre at smitten spredes til andre heste/rideskoler.
Den skyldes af bakterien Streptococcus equi.